# Масао Оно
Масао Оно (јап. 大埜 正雄; 2. март 1923 — 11. фебруар 2001) био је јапански фудбалер.

## Каријера
Током каријере је играо за University of Tokyo LB и Nissan Chemical.

## Репрезентација
За репрезентацију Јапана дебитовао је 1954. године. За тај тим је одиграо 3 утакмице.

## Статистика
| Јапан  | Јапан   | Јапан  |
| Година | Наступи | Голови |
| ------ | ------- | ------ |
| 1954.  | 3       | 0      |
| Укупно | 3       | 0      |